# Размерность физической величины
Разме́рность физической величины — выражение, показывающее связь этой величины с основными величинами данной системы физических величин; записывается в виде произведения степеней сомножителей, соответствующих  основным величинам, в котором численные коэффициенты опущены.
Говоря о размерности, следует различать понятия система физических величин и система единиц.

## Система физических величин и система единиц
Под системой физических величин понимается совокупность физических величин вместе с совокупностью уравнений, связывающих эти величины между собой. В свою очередь, система единиц представляет собой набор основных и производных единиц вместе с их кратными и дольными единицами, определенными в соответствии с установленными правилами для данной системы физических величин.
Все величины, входящие в систему физических величин, делят на основные и производные. Под основными понимают величины, условно выбранные в качестве независимых так, что никакая основная величина не может быть выражена через другие основные. Все остальные величины системы определяются через основные величины и называются производными.
Каждой основной величине сопоставляется символ размерности в виде заглавной буквы латинского или греческого алфавита. В различных системах физических величин используются следующие обозначения размерностей:
| Основная величина             | Символ для размерности |
| ----------------------------- | ---------------------- |
| Длина                         | L                      |
| Масса                         | M                      |
| Время                         | T                      |
| Электрический ток             | I                      |
| Термодинамическая температура | Θ                      |
| Количество вещества           | N                      |
| Сила света                    | J                      |
| Сила                          | F                      |

Далее размерности производных величин обозначаются с использованием этих символов.
Символы размерностей используют также для обозначения систем величин. Так, система величин, основными величинами которой являются длина, масса и время, обозначается как LMT. На её основе были образованы такие системы единиц, как СГС, МКС и МТС. На основе системы LFT, в которой основными величинами являются длина, сила и время, создана система единиц МКГСС.
В Международной системе величин (англ. International System of Quantities, ISQ), на которой базируется  Международная система единиц (СИ), в качестве основных величин выбраны  длина,  масса, время, электрический ток, термодинамическая температура, сила света и количество вещества. Символы их размерностей приведены выше в таблице. Соответственно Международная система величин обозначается символами LMTIΘNJ.

## Размерности производных величин
Для указания размерностей производных величин используют символ dim (от англ. dimension — размер, размерность). Иногда на размерность указывают заключением величины в квадратные скобки: {\displaystyle \dim v\equiv [v]}.
Например, для скорости при равномерном движении выполняется
{\displaystyle v={\frac {s}{t}},}
где {\displaystyle s} — длина пути, пройденного телом за время {\displaystyle t}. Чтобы определить размерность скорости, в данную формулу следует вместо длины пути и времени подставить их размерности:
{\displaystyle \mathrm {dim} ~v=\mathrm {LT^{-1}} .}
Аналогично для размерности ускорения получается
{\displaystyle \mathrm {dim} ~a=\mathrm {LT^{-2}} .}
Из уравнения второго закона Ньютона с учётом размерности ускорения для размерности силы в Международной системе величин и в любой другой системе, где в качестве основных величин используются длина, масса и время, следует:
{\displaystyle \mathrm {dim} ~F=\mathrm {LMT^{-2}} .}
В общем случае размерность физической величины представляет собой произведение размерностей основных величин, возведённых в различные рациональные степени. Показатели степеней в этом выражении называют показателями размерности физической величины. Если в размерности величины хотя бы один из показателей размерности не равен нулю, то такую величину называют размерной, если все показатели размерности равны нулю — безразмерной.
Как следует из сказанного выше, размерность физической величины зависит от используемой системы величин. Так, например, размерность силы в системе LMT, как указано выше, выражается равенством dim F=LMT-2, а в системе LFT выполняется dim F=F . Кроме того, безразмерная величина в одной системе величин может стать размерной в другой. Например, в системе LMT электрическая ёмкость имеет размерность L и отношение ёмкости сферического тела к его радиусу — безразмерная величина, тогда как в Международной системе величин (ISQ) это отношение не является безразмерным. Однако многие  используемые на практике безразмерные числа (например, критерии подобия, постоянная тонкой структуры в квантовой физике или числа Маха, Рейнольдса, Струхаля и др. в механике сплошных сред) характеризуют относительное влияние тех или иных физических факторов и являются отношением величин с одинаковыми размерностями, поэтому, несмотря на то, что входящие в них величины в разных системах могут иметь разную размерность, сами они всегда будут безразмерными.

## Проверка размерности
В формулах, имеющих физический смысл, только величины, имеющие одинаковую размерность, могут складываться, вычитаться или сравниваться. Например, сложение массы какого-либо предмета с длиной другого предмета не имеет смысла. Также невозможно сказать, что больше: 1 килограмм или 3 секунды. Из этого правила, в частности, следует, что левые и правые части уравнений должны иметь одинаковую размерность.
Кроме того, аргументы экспоненциальных, логарифмических и тригонометрических функций должны быть безразмерными величинами.
Эти правила используются для проверки правильности физических формул. Если в полученном уравнении какое-то из них нарушается, то ясно, что в вычислениях была допущена ошибка.

## Формула размерности
Формула размерности зависимой величины (при выбранной системе величин) выводится из требования, чтобы отношение двух численных значений зависимой величины не зависело от выбранных масштабов основных. Это приводит к тому, что размерность зависимой величины  всегда имеет вид степенной зависимости.
То есть, формула размерности {\displaystyle [y]=C[x_{1}]^{\alpha _{1}}\cdot \ldots \cdot [x_{n}]^{\alpha _{n}}}, где {\displaystyle y} — зависимая величина, а набор {\displaystyle x_{i}} — основные. Квадратные скобки обозначают, что в выражении участвуют размерности.
Для зависимой величины {\displaystyle y=f(x)}, где {\displaystyle x} — основная, наложенное условие гласит, что
{\displaystyle {\frac {y_{1}}{y_{2}}}={\frac {f(x_{1})}{f(x_{2})}}={\frac {f(ax_{1})}{f(ax_{2})}}}
Откуда следует 
{\displaystyle {\frac {f(x_{1})}{f(ax_{1})}}={\frac {f(x_{2})}{f(ax_{2})}}=g(a)}
Где функция g зависит только от масштаба. Поэтому для измерения, записанного в разных масштабах:
{\displaystyle {\frac {g(a)}{g(b)}}={\frac {f(bx)}{f(ax)}}}.
Изменение масштаба {\displaystyle x={\tilde {x}}/b}, приводит к свойству 
{\displaystyle {\frac {g(a)}{g(b)}}={\frac {f(a/b\cdot {\tilde {x}})}{f({\tilde {x}})}}=g\left({\frac {a}{b}}\right)}.
Дифференцирование крайних равенств по {\displaystyle a} даёт:
{\displaystyle {\frac {1}{g(b)}}{\frac {dg}{da}}={\frac {1}{b}}{\frac {dg}{d(a/b)}}}
В точке {\displaystyle a=b}
{\displaystyle {\frac {dg}{g(a)}}={\frac {da}{a}}{\frac {dg}{d(a/b)}}{\Bigg |}_{a=b}=\alpha {\frac {da}{a}}}
Где {\displaystyle \alpha } — число. Интегрирование приводит к тому, что {\displaystyle g(a)=Ca^{\alpha }}. Откуда {\displaystyle [y]=C[x]^{\alpha }}.
В случае {\displaystyle y=f(x_{1},x_{2},\ldots ,x_{n})} применяется полученный результат при фиксированных масштабах всех основных величин кроме {\displaystyle a_{i}}, тогда из  {\displaystyle g\sim a_{i}^{\alpha _{i}}} следует {\displaystyle g=Ca_{1}^{\alpha _{1}}\cdot \ldots \cdot a_{n}^{\alpha _{n}}}.
Таким образом, общая формула размерности {\displaystyle [y]=C[x_{1}]^{\alpha _{1}}\cdot \ldots \cdot [x_{n}]^{\alpha _{n}}}.
На основании этой формулы можно получить правило размерности (Пи-теорему), которое гласит, что в безразмерных переменных количество параметров задачи можно уменьшить на число размерно-независимых величин.

## Анализ размерности
Анализ размерности — метод, используемый физиками для построения обоснованных гипотез о взаимосвязи различных размерных параметров сложной физической системы. Иногда анализ размерности можно использовать для получения готовых формул (с точностью до безразмерной константы). Суть метода заключается в том, что из параметров, характеризующих систему, составляется выражение, имеющее нужную размерность.
При анализе размерностей формул размерность левой части уравнения должна быть равна размерности правой части уравнения. Отсутствие такого равенства говорит о неверности формулы. Однако наличие такого равенства не даёт стопроцентной гарантии верности формулы.